# Ecyrus albifrons
Ecyrus albifrons là một loài bọ cánh cứng trong họ Cerambycidae.